# Wspólnota administracyjna Bad Herrenalb
Wspólnota administracyjna Bad Herrenalb – wspólnota administracyjna (niem. Vereinbarte Verwaltungsgemeinschaft) w Niemczech, w kraju związkowym Badenia-Wirtembergia, w rejencji Karlsruhe, w regionie Nordschwarzwald, w powiecie Calw. Siedziba wspólnoty znajduje się w mieście Bad Herrenalb, przewodniczącym jej jest Norbert Mai.
Wspólnota administracyjna zrzesza jedno miasto i jedną gminę wiejską:
- Bad Herrenalb, miasto, 7 330 mieszkańców, 33,03 km²
- Dobel, 2 251 mieszkańców, 18,43 km²